# Протяжна пісня
Протяжна пісня (монг. уртын дуу) — один із ключових жанрів традиційної монгольської та бурятської музики.
Поезія в протяжній пісні варіює залежно від змісту виконання; сюжет пісні може бути філософським, ліричним, релігійним тощо; часто об'єднавчою темою є образ коня. Східні монголи найчастіше акомпанують пісні на морінхурі або лімбі; західні співають або без акомпанементу, або підігруючи на іґілі. Для поетики протяжної пісні характерні лаконізм і наявність куплетів, психологічний паралелізм.
| Приклад бурятської пісні                                                        | Український переклад                                                                                        |
| ------------------------------------------------------------------------------- | --- |
| Ундэр уулын оройдо Уюун шулуун эрдэни Ундан суугээ хухуулhэн Урин эжмын эрдэни. | На вершині гори високої Коштовний камінь-бірюза. Що молоком своїм мене вигодувала Лагідна матінка коштовна. |

2005 року ЮНЕСКО внесло монгольську протяжну пісню до категорії «Шедеврів усної та нематеріальної спадщини людства».